# FA Cup (Thailand) 2014
Der thailändische FA Cup 2014 (thailändisch ไทยเอฟเอคัพ) war die 19. Saison eines Ko-Fußballwettbewerbs in Thailand. Der FA Cup wurde von Thaicom gesponsert und war aus  Sponsoringzwecken als Thaicom FA Cup bekannt. Das Turnier wurde vom thailändischen Fußballverband organisiert. Das Turnier begann mit der  Qualifikationsrunde am 19. März 2014 und endete mit dem Finale am 9. November 2014. Dem Pokalsieger qualifizierte sich für die Play-off-Spiele der AFC Champions League.

## Termine
| Runde         | Datum              |
| ------------- | ------------------ |
| 1. Runde      | 19. März 2014      |
| 2. Runde      | 23. April 2014     |
| 3. Runde      | 21. Mai 2014       |
| Achtelfinale  | 9. Juli 2014       |
| Viertelfinale | 6. August 2014     |
| Halbfinale    | 4./5. Oktober 2014 |
| Finale        | 9. November 2014   |

## 1. Runde
|                       | Ergebnis |                         |
| --------------------- | -------- | ----------------------- |
| 19. März 2014         |          |                         |
| Chamchuri United FC   | 1:2      | Nakhon Nayok FC         |
| Prachinburi United FC | 2:1      | Samut Prakan United FC  |
| Samut Sakhon FC       | 1:0      | TWD United              |
| Port FC               | 1:4      | Look Tapfa Pathum Thani |
| Pattaya United        | 3:1      | Phanthong FC            |
| Ranong United FC      | 4:5      | Pathum Thani United FC  |
| Chanthaburi FC        | 3:1      | Korona Muang Pattaya    |

## 2. Runde
|                         | Ergebnis              |                         |
| ----------------------- | --------------------- | ----------------------- |
| 23. April 2014          |                       |                         |
| Lampang FC              | 0:3                   | Chiangmai FC            |
| Nakhon Ratchasima FC    | 3:1                   | Seeker FC               |
| Phuket FC               | 3:4                   | Ayutthaya FC            |
| Bangkok FC              | 6:0                   | Trang FC                |
| Khon Kaen FC            | 2:1                   | BBCU FC                 |
| Muangkan United FC      | 1:1 n. V. (4:5 i. E.) | TTM Customs FC          |
| RBAC FC                 | 1:1 n. V. (3:4 i. E.) | Angthong FC             |
| Saraburi FC             | 0:1                   | Siam Navy FC            |
| Sa Kaeo City FC         | 0:1                   | Nakhon Pathom United FC |
| Sriracha FC             | 0:3                   | Trat FC                 |
| Ratchaphruek College FC | 1:2                   | Nakhon Nayok FC         |
| Thai Honda FC           | 6:2                   | Prachuap FC             |

## 3. Runde
|                         | Ergebnis              |                      |
| ----------------------- | --------------------- | -------------------- |
| 21. Mai 2014            |                       |                      |
| BEC Tero Sasana FC      | 1:2                   | Nakhon Ratchasima FC |
| Chiangrai United        | 2:0                   | Army United          |
| Osotspa Saraburi FC     | 0:3                   | Muangthong United    |
| Ratchaburi Mitr Phol    | 5:3 n. V.             | Chiangmai FC         |
| Police United           | 0:1                   | Chonburi FC          |
| TOT SC                  | 2:1                   | Ayutthaya FC         |
| Siam Navy FC            | 2:3                   | Bangkok Glass        |
| Buriram United          | 2:1                   | Chainat FC           |
| Bangkok FC              | 2:0                   | Air Force Central    |
| Khon Kaen FC            | 0:1                   | Bangkok United       |
| Nakhon Pathom United FC | 0:1                   | Suphanburi FC        |
| PTT Rayong FC           | 3:2                   | Thai Honda FC        |
| TTM Customs FC          | 1:2                   | Samut Songkhram FC   |
| Sisaket FC              | 2:0                   | Angthong FC          |
| Songkhla United FC      | 0:0 n. V. (4:3 i. E.) | Singhtarua FC        |
| Nakhon Nayok FC         | 1:1 n. V. (2:5 i. E.) | Trat FC              |

## Achtelfinale
|                      | Ergebnis              |                      |
| -------------------- | --------------------- | -------------------- |
| 9. Juli 2014         |                       |                      |
| Buriram United       | 2:2 n. V. (3:5 i. E.) | Bangkok Glass        |
| Bangkok FC           | 2:1                   | Songkhla United FC   |
| Suphanburi FC        | 2:0                   | Samut Songkhram FC   |
| Nakhon Ratchasima FC | 1:2                   | Muangthong United    |
| Chonburi FC          | 2:0                   | Ratchaburi Mitr Phol |
| Chiangrai United     | 2:1                   | Trat FC              |
| Bangkok United       | 2:1                   | Sisaket FC           |
| PTT Rayong FC        | 1:1 n. V. (2:4 i. E.) | TOT SC               |

## Viertelfinale
|                  | Ergebnis |                   |
| ---------------- | -------- | ----------------- |
| 6. August 2014   |          |                   |
| Chiangrai United | 1:0      | Bangkok FC        |
| Bangkok Glass    | 2:1      | Muangthong United |
| Suphanburi FC    | 2:1      | Bangkok United    |
| TOT SC           | 1:6      | Chonburi FC       |

## Halbfinale
|                 | Ergebnis              |                  |
| --------------- | --------------------- | ---------------- |
| 4. Oktober 2014 |                       |                  |
| Bangkok Glass   | 1:1 n. V. (5:4 i. E.) | Chiangrai United |
| 5. Oktober 2014 |                       |                  |
| Suphanburi FC   | 0:1                   | Chonburi FC      |

## Finale
| Paarung        | Bangkok Glass – Chonburi FC |
| Ergebnis       | 1:0 (0:0) |
| Datum          | 9. November 2014 |
| Stadion        | Suphachalasai Stadium, Bangkok |
| Schiedsrichter | Sivakorn Pu-udom |
| Tore           | 1:0 Lazarus Kaimbi (81.) |
| Bangkok Glass  | Narit Taweekul – Wasan Homsan, Praweenwat Boonyong, Teruyuki Moniwa (90.+3' Chatree Chimtalay), Jetsadakorn Hemdaeng (74. Suppasek Kaikaew) – Peerapong Pichitchotirat, Phuritad Jarikanon, Suwannapat Kingkaew – Lazarus Kaimbi, Darko Tasevski, Blaže Ilijoski (67. Gōshi Ōkubo) Cheftrainer: Anurak Srikerd |
| Chonburi FC    | Sinthaveechai Hathairattanakool – Korrakot Wiriyaudomsiri, Suttinun Phuk-hom, Niweat Siriwong – Yūki Bamba (53. Baworn Tapla), Kanu, Natthaphong Samana, Adul Lahsoh, Chakrit Buathong (83. Therdsak Chaiman) – Juliano Mineiro, Pipob On-Mo (64. Thiago Cunha) Cheftrainer: Masahiro Wada ( Japan)            |
| Gelbe Karten   | Praweenwat Boonyong (36.), Peerapong Pichitchotirat (42.), Phuritad Jarikanon (63.), Lazarus Kaimbi (90.+4') – Korrakot Wiriyaudomsiri (34.), Baworn Tapla (88.) |

### Auswechselspieler
| Auswechselspieler | Auswechselspieler |
| --- | --- |
| Bangkok Glass | Chonburi FC |
| - Teerapong Putthasuka - Amnaj Kaewkiew - Supachai Komsilp - Suppasek Kaikaew (74.) ▲ - Parndecha Ngernprasert - Chatree Chimtalay (90.+3) ▲ - Gōshi Ōkubo (67.) ▲ | - Panupong Pijittham - Fodé Diakité - Cholratit Jantakam - Therdsak Chaiman (83.) ▲ - Baworn Tapla (53.) ▲ - Surawich Logarwit - Thiago Cunha (64.) ▲ |